# Peperonota harringtoni
Peperonota harringtoni är en skalbaggsart som beskrevs av John Obadiah Westwood 1847. Peperonota harringtoni ingår i släktet Peperonota och familjen Rutelidae. Utöver nominatformen finns också underarten P. h. bicornis.